# Cannabis und Cannabinoide als Arzneimittel

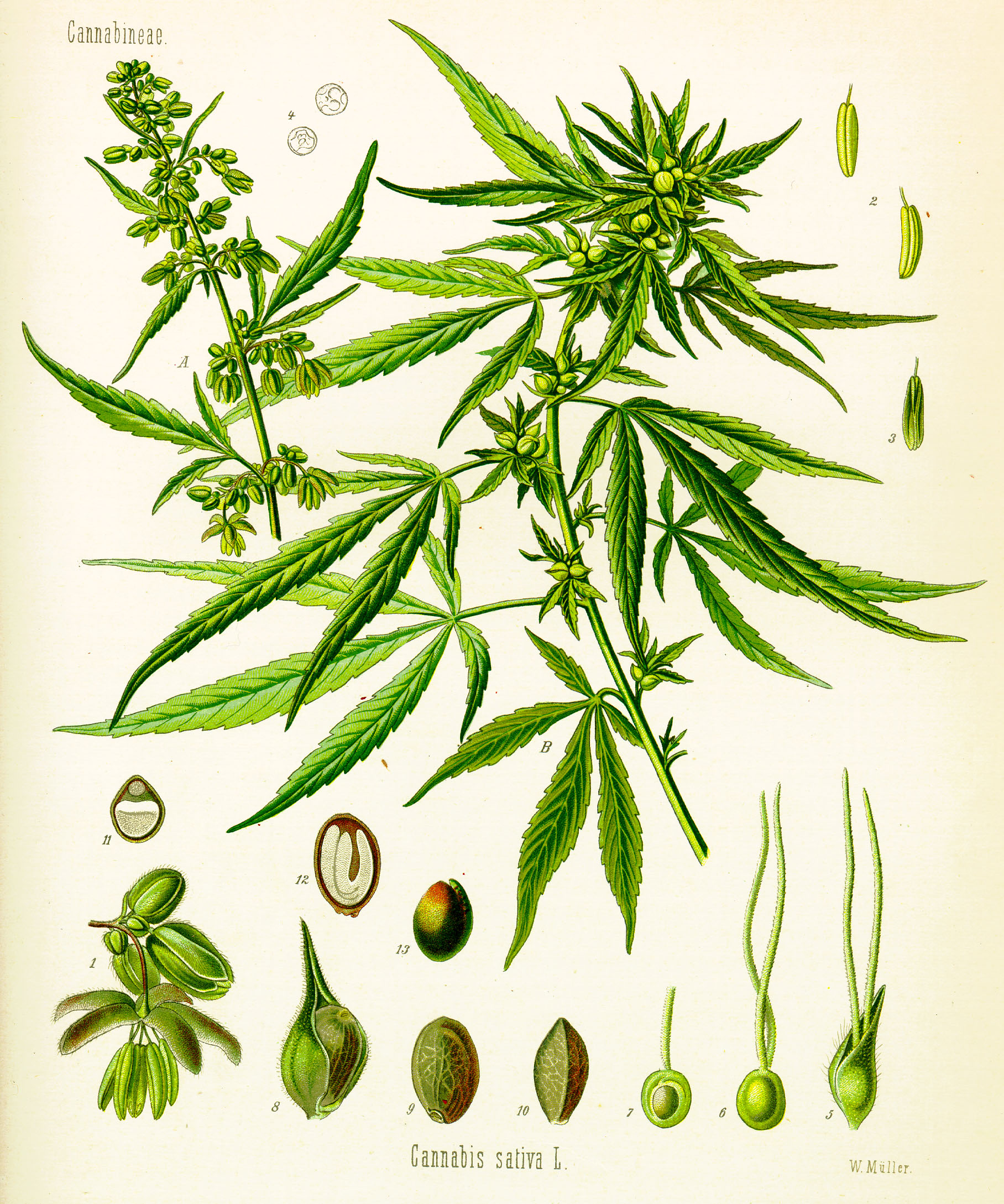
Cannabis sativa L., aus Köhler’s Medizinal-Pflanzen

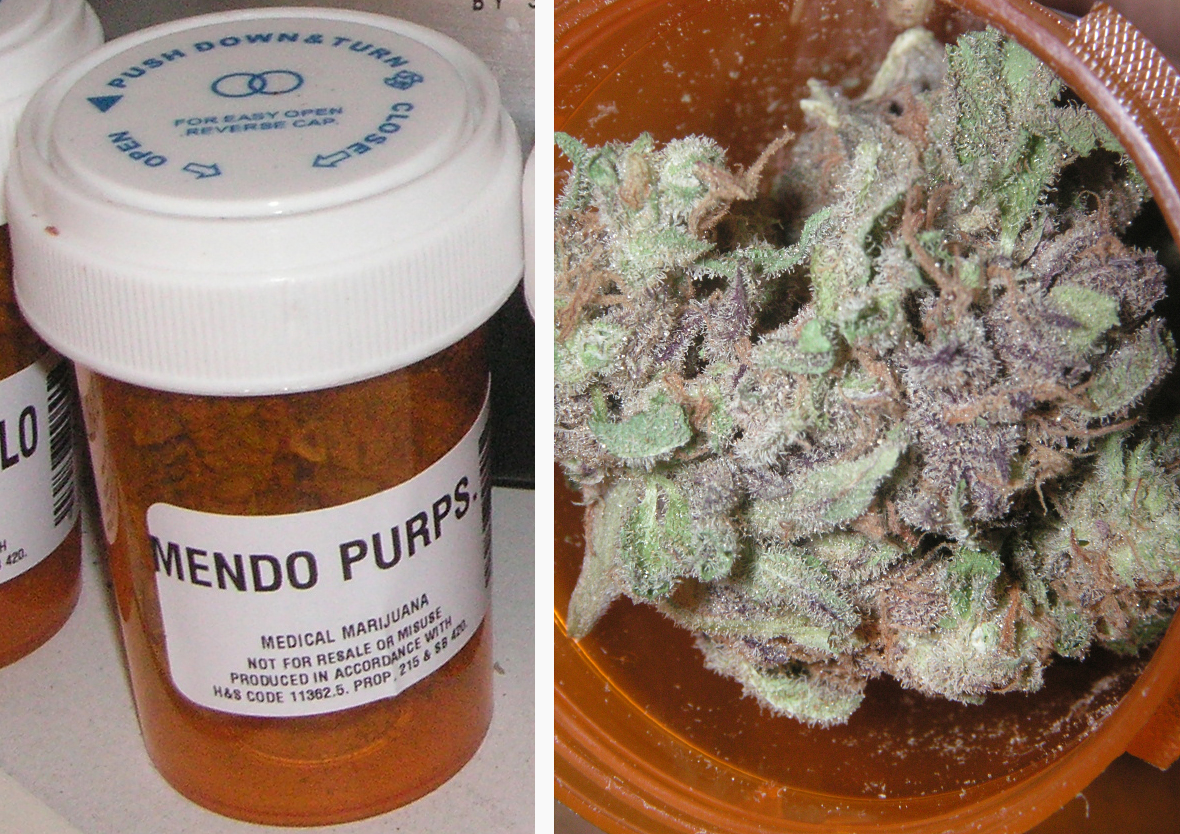
Medizinisches Marihuana aus den USA

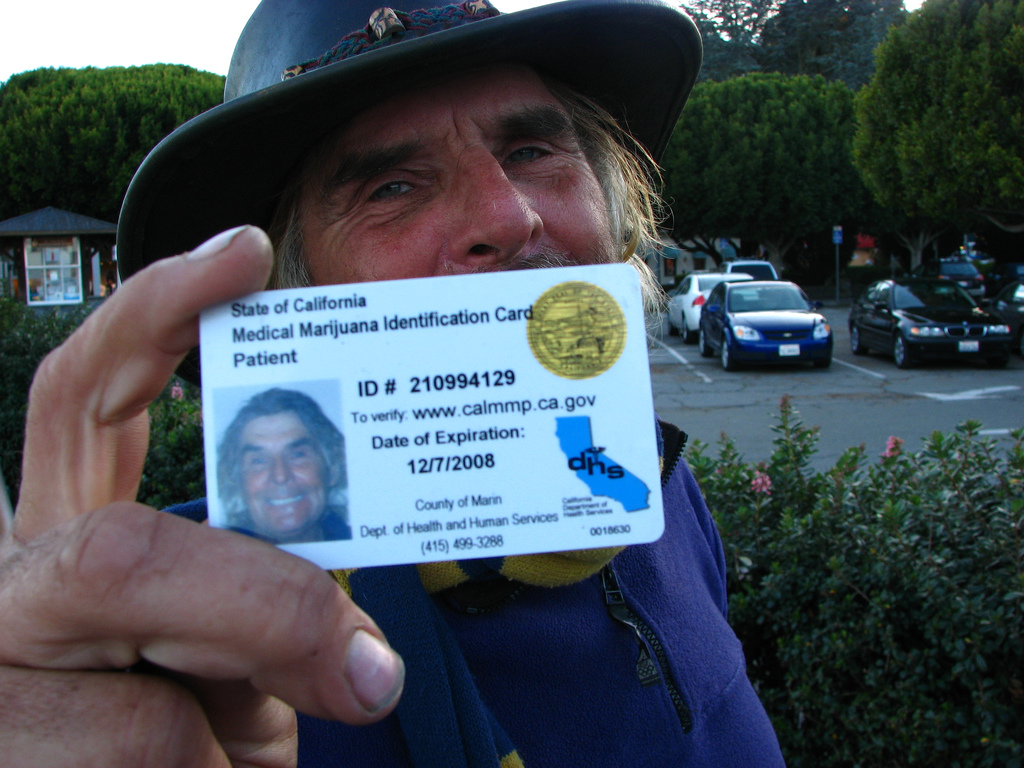
Mann mit kalifornischer Medical Marijuana Identification Card

Cannabis (aus Blättern oder Blüten der Gattung der Hanfpflanzen gewonnene Droge) kann als Arzneimittel eingesetzt werden. Zur Anwendung kommen auch cannabisähnliche Wirkstoffe (Cannabinoide), die isoliert oder (teil)synthetisch gewonnen werden.
In vielen Kulturen werden Marihuana (getrocknete Blätter und Blütenstände im Ganzen) und Haschisch (das Harz der Blütenhaare der weiblichen Pflanze) in der traditionellen Medizin verwendet, aber auch als Genuss- und Rauschmittel konsumiert. Aus der Vielzahl der in der Pflanze enthaltenen Wirkstoffe (neben Cannabinoiden vor allem Terpene) wurden in moderner Zeit Δ9-Tetrahydrocannabinol (THC) und Cannabidiol (CBD) als pharmakologisch besonders wirksame Bestandteile erkannt und gesondert erforscht. In der Therapie finden neben Marihuana auch standardisierte Auszüge und synthetische THC-Analoga Verwendung.
In Österreich ist Cannabis (d. h. die zur Gattung Cannabis gehörenden Pflanzen und Pflanzenteile) nur dann ein verkehrs- und verschreibungsfähiges Arzneimittel, wenn es in Zubereitungen vorliegt, die als Fertigarzneimittel zugelassen sind. In Deutschland sind darüber hinaus seit dem 10. März 2017 auch Cannabisblüten und -extrakte als Arzneimittel zugelassen, wenn diese aus Anbau zu medizinischen Zwecken unter staatlicher Kontrolle beziehungsweise zugelassenen Importen stammen. Ein inländischer Bezug für deutsche Apotheken ist seit Juli 2021 durch die sogenannte Cannabisagentur möglich.

## Geschichte

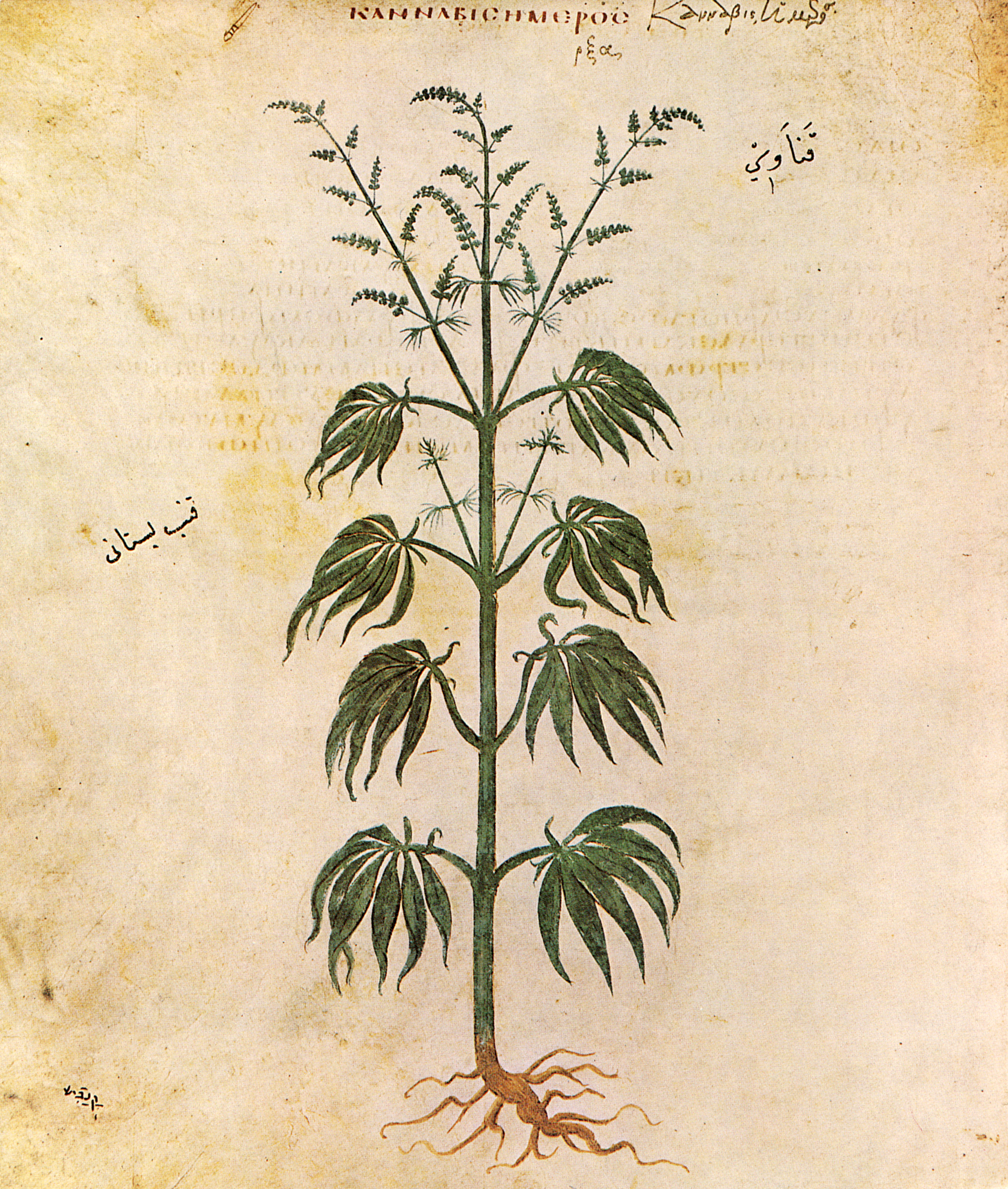
Abbildung aus dem Wiener Dioskurides; 512 n. Chr.

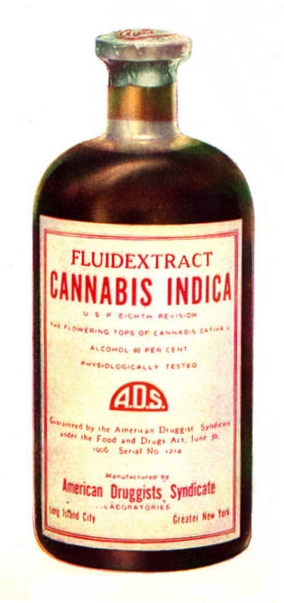
Cannabisextrakt; Anfang 20. Jahrhundert

Cannabis wird in verschiedenen Kulturen seit Jahrtausenden als Arzneimittel verwendet. Der im 16. Jahrhundert v. Chr. entstandene Papyrus Ebers erwähnt eine als Cannabis identifizierte Pflanze als Bestandteil eines Heilmittels „für den Zehennagel“. Die Rezeptur – unter Verwendung von Ocker – legt eine Anwendung als Umschlag nahe.
Das klassische chinesische Buch des Shennong von den Heilpflanzen aus dem 2. oder 3. Jahrhundert n. Chr., dem mythischen Kaiser Shennong (um 2800 v. Chr.) zugeschrieben, erwähnt das Harz der Cannabisblüte als Heilmittel bei Beriberi, Verstopfung, Frauenkrankheiten, Gicht, Malaria, Rheumatismus und Geistesabwesenheit. Auch bei dem altindischen Chirurgen Sushruta wird Cannabis indica genannt.
Auch in der antiken Medizin war die Cannabispflanze bekannt; eine Abbildung findet sich beispielsweise im 512 n. Chr. zusammengestellten „Wiener Dioskurides“, einer Ausgabe des Hauptwerks Περὶ ὕλης ἰατρικῆς (lateinisch De materia medica ‚Über die Heilmittel‘) des griechischen Arztes Pedanios Dioskurides, der im 1. Jahrhundert n. Chr. lebte. Der griechische Arzt Galen ordnete der Hanfpflanze im Rahmen der antiken Humoralpathologie eine wärmende und austrocknende Wirkung zu.
Die antike Medizin wurde von islamischen Ärzten übernommen und weiterentwickelt. Arabische Ärzte wie at-Tabarī und al-Antaki beschrieben im 9. Jahrhundert auf der Grundlage der antiken Autoren die Eigenschaften der Pflanze. In der islamischen Medizin wurden überwiegend die gepressten Samen, weniger oft die Blätter, verwendet. Im 10. Jahrhundert beschrieb Ishak ben Sulaymān die Verwendung von Hanfsamenöl zur Behandlung von Ohrenkrankheiten; Ibn-al Baitār (um 1190–1248) nutzte Hanfsamen als Medikament gegen Wurmbefall. Yuhanna ibn Masawaih (um 777–857) und Avicenna (um 980–1037) wendeten den Saft der Blätter bei Hautkrankheiten an. Ibn-al Baitār und al-Qazwīnī (1203–1283) kannten auch die schmerzstillenden Eigenschaften und nutzten Cannabis zur Behandlung von Nerven- und Augenschmerzen. Einzelheiten zur Dosierung wurden in den arabischen Lehrwerken nicht angegeben; das Öl oder der Saft der Blätter wurden in die schmerzenden Körperöffnungen eingeträufelt.
Cannabis fand ab dem 11. Jahrhundert Eingang in die Klostermedizin und wurde bei unterschiedlichen Beschwerden und als Ersatz für Opium eingesetzt. Die Äbtissin Hildegard von Bingen (1098–1179) empfahl Hanf als Mittel gegen Übelkeit und Magenschmerzen. In die moderne Medizin fand Cannabis Einzug über den 1839 veröffentlichten Bericht des irischen Arztes William Brooke O’Shaughnessy (1809–1889), der im Rahmen seiner ärztlichen Tätigkeit während seiner Stationierung im indischen Kalkutta eine schmerzstillende, krampflösende und muskelentspannende Wirkung nach Anwendung von Cannabis indica (indischer Hanf) feststellte. Auf Basis seiner Beobachtungen und Studien empfahl O’Shaughnessy die Anwendung von Cannabis bei Rheuma, Cholera und Tetanus. Jacques-Joseph Moreau veröffentlichte 1845 ein Buch über die Therapie von psychisch Kranken mit Haschisch.
Ein populäres Cannabis-Fertigarzneimittel des 19. Jahrhunderts war das Schlafmittel Bromidia in den USA, ein Elixier aus Cannabis- und Bilsenkrautextrakten in Kombination mit Kaliumbromid („Bromkalium“) und Chloralhydrat. Besonders verbreitet waren ethanolische Extrakte aus Cannabiskraut (Extractum Cannabis, Tinctura Cannabis). Seit Beginn des 20. Jahrhunderts wurden cannabishaltige Arzneimittel wegen ihrer schwankenden Wirkung, schwierigen Dosierung, des Risikos paradoxer Wirkungen nach und nach durch synthetische Medikamente, deren Nutzen in modernen klinischen Studien nachgewiesen werden konnte, ersetzt.
1925 wurde durch die Zweite internationale Opiumkonferenz des Völkerbunds in Genf beschlossen, den Gebrauch von Cannabis weltweit zu beschränken. Rechtliche Einschränkungen von Cannabis verhinderten die medizinische Verwendung. 1961 wurde das Einheitsabkommen über die Betäubungsmittel beschlossen, das bis heute die Grundlage der internationalen Drogenkontrolle bildet. Da die Eingruppierung von Cannabis in Tabelle IV (höchste Gesundheitsgefahr, gleichwertig mit Heroin) einen durch erweiterte medizinische Indikationen sowie die relative Ungiftigkeit von Cannabis anderweitig nicht auflösbaren Konflikt ergebe, hat die zuständige Expertengruppe der WHO, die ECDD, Anfang 2019 die Empfehlung an die UN ausgegeben, Cannabis und Derivate aus dieser Gruppe zu tilgen und allenfalls in Tabelle I zu listen. Nur in der ehemaligen DDR stellten die Leipziger Arzneimittelwerke bis 1990 das pflanzliche Fertigarzneimittel Plantival her, das als Bestandteil Cannabis sativa enthielt.
1944 erschien in den USA der La-Guardia-Report des La Guardia Committees, einer vom damaligen New Yorker Bürgermeister Fiorello LaGuardia eingesetzten Expertengruppe, die viele dem Cannabiskonsum zugeschriebene negative soziologische, psychologische und medizinische Auswirkungen nicht bestätigt fand. Daraufhin drohte der Leiter der damaligen Drogenbekämpfungsbehörde Federal Bureau of Narcotics (FBN), Harry J. Anslinger, weitere Forschungsarbeiten zu Cannabis hart zu bestrafen.
Die moderne Cannabis-Forschung begann mit der Isolierung des psychotropen Hauptwirkstoffes Δ9-THC im Jahr 1964 durch Raphael Mechoulam. Ein weiterer Meilenstein in der Cannabis-Forschung war die Entdeckung des Endocannabinoid-Systems mit seinen Rezeptoren und endogenen Liganden ab Ende der 1980er Jahre, das die Basis für das heutige Verständnis der Wirkungsweise der Cannabinoide bildet. Das Ministerium für Gesundheitspflege und Soziale Dienste der Vereinigten Staaten ließ am 21. April 1999 das Patent US6630507 B1 „Cannabinoids as antioxidants and neuroprotectants“ als ursprünglich Bevollmächtigter eintragen.
In Deutschland setzt sich die „Internationale Arbeitsgemeinschaft Cannabis als Medizin“, kurz IACM (früherer Name: „Arbeitsgemeinschaft Cannabis als Medizin“, AMC), seit 1997 für die medizinische Verwendung von Cannabis ein.
Stand 2021 bestand eine gesetzlich vorgeschriebene Gesamtproduktionsobergrenze von 2,6 Tonnen Medizinalhanf in Deutschland. Die Nachfrage war jedoch schon vorher höher. Laut dem Bundesinstitut für Arzneimittel und Medizinprodukte wurden im Jahr zuvor 9,4 Tonnen Medizinalhanf importiert.

## Pharmakologisch aktive Bestandteile
Bislang wurden insgesamt 113 verschiedene Cannabinoide identifiziert, deren Wirkungen im Detail meist noch unbekannt sind. Die aktuell am häufigsten diskutierten Cannabinoide, die vermutlich hauptsächlich für die therapeutischen Effekte verantwortlich sind, sind Cannabidiol (CBD, entdeckt 1940, erstmals chemisch synthetisiert 1963) und Δ9-Tetrahydrocannabinol (THC, entdeckt 1964). Weitere natürlich vorkommende Cannabinoide sind Cannabigerol (CBG), Cannabinol (CBN), Cannabichromen (CBC) und Cannabidivarin.
Im Allgemeinen weisen Produkte aus C. indica ein höheres Verhältnis von CBD zu THC auf als solche aus C. sativa. Verschiedenste Sorten wurden gezüchtet, die entweder einen höheren Gehalt an psychoaktivem THC oder an nicht psychoaktivem CBD aufweisen.
Für die medizinische Anwendung von Cannabis bedeutsam ist, dass sich die Wirkspektren der beiden Hauptwirkstoffe CBD und THC gegenseitig ergänzen können. Beide verstärken sich in ihrer schmerzlindernden Wirkung. Der antiemetische, appetitanregende und muskelrelaxierende Effekt des THC ergänzt sich mit der antikonvulsiven, neuroprotektiven und angstlösenden Wirkung des CBD. Beide können sowohl einzeln als auch in Kombination ärztlich verordnet werden.

## Therapeutische Effektivität und Wirksamkeit
Weniger gut belegt ist die Wirksamkeit bei Tumorschmerzen und bei durch Multiple Sklerose verursachter Muskelspastik. Nabilon wird bei Chemotherapie-induzierter Übelkeit und Erbrechen angewendet, andere Cannabiszubereitungen in dieser Indikation im Rahmen eines Heilversuchs. Eine durch Tumor- oder AIDS-Erkrankung verursachte Kachexie kann durch die appetitsteigernde Wirkung gelindert werden.

### Anwendung im Rahmen von Heilversuchen
Cannabis findet beispielsweise im Rahmen von Heilversuchen Anwendung bei therapierefraktärem Appetitverlust, sowie bei mit konventioneller Therapie nicht behandelbaren Krampfanfällen, insbesondere bei Kindern.
Es gibt einen Nutzen gegen Übelkeit und Erbrechen bestimmter pflanzlicher, synthetischer und teilsynthetischer Cannabinoide bei chemotherapeutisch behandelter Krebserkrankung oder bei HIV/AIDS. Zahlreiche ältere wissenschaftliche Studien sind aufgrund ihres Designs oder ihrer mangelhaften methodischen Qualität als unzureichend anzusehen. Insbesondere fehlen – mit Ausnahme einer Studie – Vergleiche mit modernen Medikamenten gegen Übelkeit und Erbrechen wie 5-HT3-, NK1-Rezeptorantagonisten oder Neuroleptika, sodass die Wirksamkeit nicht genau eingeschätzt werden kann. Es ergeben sich aus Studien, die Cannabisarzneimittel (Dronabinol, Nabilon, Levonantradol, Nabiximols) mit konventionellen Medikamenten oder Placebo verglichen, Hinweise für eine bessere Wirkung gegen Übelkeit und Erbrechen. Bei palliativ behandelten Krebs- und HIV/AIDS-Erkrankten stellen Einzelstudien eine leichte – gegenüber Placebo jedoch nicht signifikante – Verbesserung von Übelkeit und Erbrechen und Appetitsteigerung durch Dronabinol oder Cannabiszigaretten fest. Im Vergleich zu Placebo treten Nebenwirkungen bei der Behandlung mit Cannabisarzneimitteln signifikant häufiger auf. Sie sind meist vorübergehend und nicht gravierend. Schwere Nebenwirkungen und Studienabbrüche aufgrund einer medikamentösen Unverträglichkeit treten bei der Untersuchung aller klinischen Anwendungsgebiete von Cannabis auf.
Trotz einer Vielzahl an anekdotischen Berichten über die Wirksamkeit von Cannabis gegen Übelkeit und Erbrechen bei Chemotherapie gibt es hierzu keine randomisierten Studien guter Qualität. Zur Effektivität von Cannabidiol oder mit Cannabidiol angereichertem Cannabis bei Übelkeit und Erbrechen durch Chemotherapie gibt es keine Untersuchungen. Diese Information wird von Patienten, die die psychoaktiven Effekte von THC-basierten Produkten vermeiden wollen, oft nachgefragt.
Die den Ausnahmeerlaubnissen nach § 3 Absatz 2 BtMG zugrunde liegenden Krankheitsbilder sowie die zugehörigen Prozentanteile der Patienten wurden 2017 von der Bundesregierung in folgende Hauptdiagnosegruppen untergliedert: Schmerz (ca. 57 %), ADHS (ca. 14 %), Spastik (ca. 10 %), Depression (ca. 7 %), Inappetenz/Kachexie (ca. 4 %), Tourette-Syndrom (ca. 4 %), Darmerkrankungen (ca. 3 %), Epilepsie (ca. 2 %) und sonstige Psychiatrie (ca. 2 %).

### Hinweise auf weitere Anwendungsgebiete
- Experimente an Tiermodellen weisen darauf hin, dass die Modifikation des Endocannabinoid-Systems durch Cannabis die Entwicklung von Arteriosklerose positiv beeinflussen könnte, sofern Cannabis nicht inhaliert, sondern in anderer Zubereitung eingenommen wird.[36][37]

- Nach heutigem Wissensstand besteht kein Zusammenhang zwischen Cannabiskonsum und Body-Mass-Index oder Adipositas, metabolischem Syndrom, oder Prädiabetes. Die Wahrscheinlichkeit, dass Marihuanakonsumenten an Diabetes erkranken, ist gegenüber Nichtkonsumenten etwas niedriger bis gleich hoch.[38][39] Die Aussagekraft der bislang veröffentlichten Studien zu Cannabis und Diabetes ist gering, da die Daten aus Querschnittsstudien gewonnen wurden. Ein biologischer Marker, der eine Dosis-Wirkungs-Beziehung zwischen Cannabis und der langfristigen Wirkung auf den Stoffwechsel ermöglichen würde, ist nicht etabliert. Ein Ausschluss möglicher Störfaktoren war nicht erfolgt.[38]

- Die derzeit verfügbaren Daten aus einzelnen Fallserien können die Wirksamkeit von Cannabinoiden zur Behandlung von Epilepsie weder beweisen noch widerlegen.[40] Cannabidiol kann die Symptome bei therapieresistenten Epilepsieformen lindern, die Studienergebnisse sind jedoch uneinheitlich.[41] Der Nachweis des therapeutischen Effekts wird dadurch erschwert, dass CBD bei Epilepsie selten alleine, sondern meist in Kombination mit anderen Antiepileptika gegeben wird, deren Plasmakonzentration durch CBD erhöht wird.[42]

- Cannabinoide können Symptome der posttraumatischen Belastungsstörung lindern.[43] Cannabiskonsum ist unter US-Kriegsveteranen mit posttraumatischer Belastungsstörung weit verbreitet; eine Anzahl von diesen berichtete von einer Besserung von Symptomen wie Angst und Alpträume.[44] Seit 2014 wird in den USA mit öffentlichen Mitteln zum Einsatz von Cannabis bei Soldaten geforscht. Im April 2016 gab die DEA die Forschungsstätten an der Johns Hopkins University und in Arizona frei.[45][46][47]

- Verschiedene wissenschaftliche Studien legen einen vorbeugenden und therapeutischen Effekt von CBD bei Psychosen, insbesondere der Schizophrenie nahe. Im Gegensatz zu THC,[48] das psychotisch wirkt, hat CBD nachgewiesene antipsychotische Auswirkungen. Früher wurde CBD als frei von pharmakologischen Wirkungen gesehen.[49][50]

Eine Meta-Analyse aus dem Jahr 2019 wertete 80 Studien zur Behandlung von Depression, Angst, Posttraumatischer Belastungsstörung, Tourette-Syndrom, ADHS und Psychosen mit Cannabispräparaten aus. Einbezogen waren insgesamt 3067 Personen. Nur die Hälfte der Arbeiten entsprach dem methodischen „Goldstandard“ einer randomisierten kontrollierten Studie. Die Analyse zeigte auf keinem Gebiet eine positive Wirkung, außer – gestützt durch sehr schwache Nachweise („very low quality evidence“) – einen spärlichen („scarce“) Nutzen von Cannabis für Patienten mit Angstsymptomen, die im Zusammenhang mit anderen Erkrankungen (nicht krebsbedingte Schmerzen, Multiple Sklerose) auftraten.

### Nebenwirkungen
Die Anwendung von Cannabis und Cannabinoiden wird mit zentralnervösen und psychiatrischen Nebenwirkungen in Verbindung gebracht.
Zu den bekannten Nebenwirkungen von medizinischem Cannabis (Cannabisblüten) zählen Schlaflosigkeit und Herzklopfen (Palpitation). Manchmal kann es Angstgefühle und Depressionen verstärken. Weitere Effekte sind Entspannung, Mundtrockenheit, Lachkrämpfe, gesteigerter Appetit, verstärktes Erleben von z. B. Farben und Musik, Schläfrigkeit und ein verzerrtes Zeit- und Raumgefühl.
Als häufigste Nebenwirkungen der Therapie mit Sativex, einer ethanolischen, standardisierten Zubereitung aus zwei Cannabisvollextrakten, die in der Mundhöhle angewendet wird, wurden Schwindel und Müdigkeit beobachtet, allerdings üblicherweise schwach bis mäßig. Sie treten hauptsächlich während der Anfangstitrationsphase auf und lassen nach einigen Tagen nach, selbst wenn die Behandlung fortgeführt wird. Weiterhin kann es nach der Einnahme von Sativex temporär zu gesteigertem oder vermindertem Appetit, Übelkeit und gastrointestinalen Störungen sowie Depression, Desorientierung, Gedächtnis-, Sprach- und Geschmacksstörungen und verschwommenem Sehen kommen.

### Wechselwirkungen
Zu beachten ist auch, dass es Wechselwirkungen mit anderen Medikamenten geben kann. Eine Gruppe sind Blutverdünner, was zu einer erhöhten Blutungsgefahr führen kann (äußerliche und innere Blutungen). Wechselwirkungen bei Einnahme von Cannabidiol können neben bei Gerinnungshemmern bei Säurehemmern (Pantoprazol und Omeprazol), Schmerzmitteln (Diclofenac) sowie Neuroleptika (Risperidon, Haloperidol und Clobazam) auftreten. Auch die Gelbe Liste weist auf Wechselwirkungen mit Alkohol, Hypnotika, Sedativa sowie Arzneimitteln hin, die sedierende Wirkungen entfalten können.

### Potentielle Einsatzgebiete
Die folgende Tabelle gibt potentielle pharmakologische Effekte einzelner Cannabinoide wieder. Informationen aus In-vitro-Studien und Tiermodellen sind nicht direkt auf den Menschen übertragen.
| | THC | CBD | CBG | CBN | CBC | THC-V | CBD-A | CBG-A | CGC-A | CBC-A | THC-A |
| --- | --- | --- | --- | --- | --- | ----- | ----- | ----- | ----- | ----- | ----- |
| Schmerzlindernd |     |     |     |     |     |       |       |       |       |       |       |
| Antikonvulsiv |     |     |     |     |     |       |       |       |       |       |       |
| Schlaffördernd |     |     |     |     |     |       |       |       |       |       |       |
| Angstlösend |     |     |     |     |     |       |       |       |       |       |       |
| Appetitanregend |     |     |     |     |     |       |       |       |       |       |       |
| Appetitzügelnd |     |     |     |     |     |       |       |       |       |       |       |
| Blutzuckersenkend |     |     |     |     |     |       |       |       |       |       |       |
| Antibakteriell |     |     |     |     |     |       |       |       |       |       |       |
| Antiemetisch |     |     |     |     |     |       |       |       |       |       |       |
| Fungizid |     |     |     |     |     |       |       |       |       |       |       |
| Reduziert Wachstum von Tumorzellen |     |     |     |     |     |       |       |       |       |       |       |
| Bei Arteriosklerose |     |     |     |     |     |       |       |       |       |       |       |
| Gegen Schuppenflechte |     |     |     |     |     |       |       |       |       |       |       |
| Antipsychotisch |     |     |     |     |     |       |       |       |       |       |       |
| Bei Muskelkrämpfen |     |     |     |     |     |       |       |       |       |       |       |
| Fördert Knochenwachstum |     |     |     |     |     |       |       |       |       |       |       |
| Entzündungshemmend |     |     |     |     |     |       |       |       |       |       |       |
| Entkrampft Magen und Darm |     |     |     |     |     |       |       |       |       |       |       |
| Immunmodulierend |     |     |     |     |     |       |       |       |       |       |       |
| Neuroprotektiv |     |     |     |     |     |       |       |       |       |       |       |
| THC: Δ9-Tetrahydrocannabinol; CBD: Cannabidiol; CBG: Cannabigerol; CBN: Cannabinol; CBC: Cannabichromen; THC-V: Tetrahydrocannabinol-V; CBD-A: Cannabidiol-A; CBG-A: Cannabigerol-A; CGC-A: Cannabigerol-A; CBC-A: Cannabichromen-A; THC-A: Tetrahydrocannabinol-A. |     |     |     |     |     |       |       |       |       |       |       |

## Arzneiliche Cannabis- und Cannabinoid-Zubereitungen
Cannabisblüten und Cannabisextrakte mit standardisierten Wirkstoffgehalten sowie synthetische Cannabinoide können bei verschiedenen Krankheitsbildern medizinisch angezeigt sein, wobei die Verschreibungsfähigkeit national verschieden geregelt ist. In Deutschland können Ärzte aller Fachrichtungen – ohne besondere Zusatzqualifikation – Dronabinol (sowohl als Fertig- als auch als Rezepturarzneimittel), Nabilon und das cannabisbasierte Sublingualspray Sativex auch off-label (außerhalb der zugelassenen Indikationen) im Rahmen eines individuellen Heilversuchs verordnen, wenn sich Arzt und Patient davon einen Nutzen versprechen. Seit dem 10. März 2017 können deutsche Ärzte ihren Patienten zudem Cannabisblüten und Cannabisextrakte mit BtM-Rezept verschreiben. Eine Kostenübernahme durch Krankenkassen wurde ebenso verpflichtend geregelt, ist aber nur nach vorausgehender Beantragung und Genehmigung in wenigen Indikationsstellungen möglich. In den meisten Fällen reichen die Kassen diese Prüfung dem gemeinschaftlichen med. Dienst MDK weiter, der nach den novellierten Bewertungskriterien formal und indikationsbezogen individuell entscheidet. Wesentliches Kriterium stellt dabei das Vorliegen einer „schwerwiegenden Erkrankung“ dar.
Das Bundesinstitut für Arzneimittel und Medizinprodukte rät Cannabispatienten davon ab, Cannabisblüten zu rauchen, sondern empfiehlt andere Konsumformen.
Pflanzliche Cannabiszubereitungen enthalten neben den Hauptwirkstoffen eine Reihe an natürlich vorkommenden Cannabinoiden, sodass sie sich in ihrem Wirkprofil von den isolierten Einzelsubstanzen unterscheiden können. Weitere auf Cannabisextrakt basierende Mittel, die auf einen festen Gehalt an THC und ggf. auch anderer Cannabinoide standardisiert sind, sind in der Entwicklung (Kapseln für die perorale Verabreichung, Sublingualtabletten). Weniger arzneilich verwendet werden heute das Hanföl und das ätherische Hanföl. Nicht arzneilich verwendet werden das antiemetisch und psychoaktiv wirksame THC-Strukturanalogon Levonantradol oder das Nabitan.
Die orale, rektale oder transdermale Gabe sowie die Inhalation des vaporisierten (direkt verdampften) Cannabis stellen Alternativen zum Rauchen dar, besonders da bei der Vaporisation im Gegensatz zum Rauchen keine krebsverursachenden Verbrennungsprodukte entstehen. Eine randomisierte, doppelblinde und placebokontrollierte Studie an zwölf gesunden, männlichen Freiwilligen, die vaporisiertes reines THC (anstelle von Cannabis) inhalierten, zeigte, dass THC nach Inhalation im Blutplasma nachgewiesen werden konnte, wobei die Plasmakonzentration zwischen den einzelnen Personen nur gering schwankte.
Das in Deutschland verwendete Neue Rezeptur-Formularium (NRF) enthält standardisierte Rezepturen für folgende arzneilich verwendete pflanzliche Cannabisprodukte:
- Ölige Cannabisölharz-Lösung
- Cannabisblüten zur Inhalation nach Verdampfung
- Cannabisblüten zur Teezubereitung

Als Rezepturen mit biogenen oder synthetischen Einzelstoffe führt das NRF auf:
- Ölige Dronabinol-Tropfen
- Dronabinol-Kapseln
- Ethanolische Dronabinol-Lösung zur Inhalation
- Ölige Cannabidiol-Lösung

### Medizinische Cannabisblüten

Bediol, Cannabis flos aus den Niederlanden

Bedrocan, Cannabis flos aus den Niederlanden

In Deutschland können Patienten seit dem 10. März 2017 medizinische Cannabisblüten (lat. „Cannabis flos“) auf Rezept bekommen, wobei die Kosten von den Krankenkassen übernommen werden können. Der Anbau von Cannabis zu medizinischen Zwecken wird unter staatlicher Aufsicht (Cannabisagentur) ermöglicht (siehe → Cannabis als Arzneimittel, Deutschland). Bis zur Lieferfähigkeit aus deutschem Anbau wird der Bedarf über Importe gedeckt. Mit Stand Februar 2017 waren medizinische Cannabisblüten in 14 Varietäten mit verschiedenen THC- und CBD-Nenngehalten für den Import verfügbar, die aus den Niederlanden und Kanada stammen. Die THC-Gehalte reichen von weniger als 1 bis hin zu ca. 22 %, die CBD-Gehalte von unter 0,05 bis ca. 10,2 %.
In den Niederlanden werden Cannabisblüten unter staatlicher Aufsicht angebaut, der Handel untersteht dem Bureau voor Medicinale Cannabis (BMC). Fünf Sorten sind verschreibungspflichtig für die Human- und Tiermedizin erhältlich: Bedrocan (THC ca. 22 %; CBD <1 %), Bedrobinol (THC ca. 13,5 %; CBD <1 %), Bediol (THC ca. 6,3 %; CBD ca. 8 %), Bedica (THC ca. 14 %; CBD <1 %; gemahlene Blüten) sowie Bedrolite (THC <1 %; CBD ca. 9 %). Der Verkaufspreis wird mit 34,50 € exkl. 6 % MwSt. für 5 Gramm Blüten angegeben (Stand Dezember 2015).
In Österreich ist die Agentur für Gesundheit und Ernährungssicherheit (AGES) durch das Suchtmittelgesetz ermächtigt, Cannabis zwecks Gewinnung von Wirkstoffen für die Arzneimittelherstellung anzubauen, um sie an Gewerbetreibende mit Herstellungserlaubnis oder Handelserlaubnis für Arzneimittel und Gifte abzugeben. Ein Abnehmer ist das deutsche Unternehmen Bionorica, das daraus Cannabinoide gewinnt.

### Nabiximols
Das Mundspray mit dem Handelsnamen Sativex (Wirkstoff: Nabiximols, ein Cannabis-Vollextrakt mit eingestellten Gehalten von THC und CBD) ist in Deutschland und weiteren EU-Ländern sowie in Kanada und Israel zugelassen.
Die Verwendung umfasst die Behandlung von neuropathischen Schmerzen und Spasmen bei multipler Sklerose sowie die Behandlung von Schmerzen, Übelkeit und Erbrechen in Zusammenhang mit Krebs- und AIDS-Erkrankungen. In Kanada umfasst die Zulassung die begleitende Behandlung von neuropathischen Schmerzen bei multipler Sklerose und die Schmerzbehandlung von Krebspatienten, bei denen eine Therapie mit Opioiden nicht anschlägt.

### Dronabinol
Dronabinol ist ein teilsynthetisch hergestellter Stoff, der in Deutschland verkehrs- und verschreibungsfähig im Sinne des Betäubungsmittelgesetzes ist. Dronabinol ist mit Tetrahydrocannabinol (THC) – genauer dem psychoaktiv wirksamen Isomer (−)-Δ9-trans-Tetrahydrocannabinol – strukturidentisch, so dass beide Bezeichnungen teilweise synonym verwendet werden. In Deutschland ist Dronabinol nicht zugelassen; für die individuelle Therapie kann Dronabinol jedoch als Rezepturarzneimittel verordnet werden oder in Form des in den USA zugelassenen Fertigarzneimittels als Einzelimport gemäß § 73 AMG von dort bezogen werden. In den USA ist ein dronabinolhaltiges Fertigpräparat zur Behandlung der mit einem Gewichtsverlust einhergehenden Appetitlosigkeit (Anorexie) bei AIDS-Patienten sowie zur Behandlung von Übelkeit und Erbrechen, verursacht durch Zytostatika in der Krebstherapie, zugelassen.

### Cannabidiol
Cannabidiol erhielt sowohl durch die FDA als auch die EC den Status eines Orphan-Arzneimittels zur Behandlung spezieller Epilepsieformen beim Kind, wie dem Lennox-Gastaut- (2014), dem Dravet-Syndrom (2017) und dem West-Syndrom (2017), sodass für einen Antrag auf Arzneimittelzulassung ein vereinfachtes Verfahren beansprucht werden kann. 2017 wurde eine placebokontrollierte randomisierte Doppelblindstudie bei 120 Kindern und jungen Erwachsenen mit Dravet-Syndrom publiziert, die eine signifikante Abnahme der Häufigkeit von Krampfanfällen nachweisen konnte. Im März 2018 wurden die Ergebnisse einer randomisierten, placebokontrollierten Studie an 171 Patienten mit Lennox-Gastaut-Syndrom publiziert, die eine statistisch signifikante Verringerung der Anzahl monatlicher Krampfanfälle unter Cannabidiol zeigte. Auf der Grundlage dieser Daten hat die Herstellerfirma in den USA 2018 und in Europa 2019 die Zulassung für Epidiolex erhalten.

### Nabilon
Der vollsynthetisch hergestellte THC-Abkömmling Nabilon ist in Deutschland als Betäubungsmittel verkehrs- und verschreibungsfähig. Seit 2017 ist es in Deutschland als Fertigarzneimittel (Canemes) im Markt. Es ist zugelassen zur Behandlung von Übelkeit und Erbrechen bei Chemo- und Strahlentherapie im Rahmen einer Krebstherapie, wenn andere Arzneimittel nicht ausreichend wirken.

## Rechtslage

Die weltweit rechtliche Situation von Cannabis · Stand: November 2023
legal (verschreibungspflichtig)
legal auch für den privaten Konsum

### Deutschland

#### Cannabidiol (CBD)
Cannabidiol (CBD) ist ein in der Cannabispflanze enthaltenes Cannabinoid, dem keine berauschende Wirkung zugesprochen wird. Zum 1. Oktober 2016 wurde CBD in die Anlage 1 der Arzneimittelverschreibungsverordnung (AMVV) aufgenommen. Damit dürfen Arzneimittel, die CBD enthalten, gemäß § 48 Arzneimittelgesetz (AMG) nur bei Vorlage einer Verschreibung abgegeben werden. Hintergrund der Verschreibungspflicht waren ein Votum des Sachverständigen-Ausschusses für Betäubungsmittel und ein Antrag der Arzneimittelkommission der Deutschen Apotheker (AMK). Cannabidiol sei daher als Stoff anzusehen, der bei Anwendung ohne ärztliche Überwachung die Gesundheit des Menschen auch bei bestimmungsgemäßem Gebrauch unmittelbar oder mittelbar gefährden könne. Zudem würden auch die denkbaren Anwendungsgebiete für Cannabidiol Krankheitsbilder darstellen, die ärztlich diagnostiziert und überwacht werden müssten.
Mit Beschluss vom 19. Februar 2019 hat die Europäische Kommission für das Arzneimittel für seltene Leiden „Epidyolex – Cannabidiol“, bei dem der Anteil von CBD bei 98 % und der von THC bei weniger als 0,2 % liegt, eine Zulassung nach der Verordnung (EG) Nr. 726/2004 erteilt.
Als Einzelsubstanz, der keine berauschende Wirkung zukommt, ist CBD jedoch in den Anlagen zum Betäubungsmittelgesetz nicht aufgeführt und daher kein Betäubungsmittel im Sinne des BtMG. Liegt CBD allerdings nicht als Reinstoff vor, sondern enthalten Arzneimittel neben CBD auch den Wirkstoff THC über den Grenzwert von 0,2 % hinaus, handelt es sich um ein Betäubungsmittel im Sinne des Betäubungsmittelgesetzes.

#### Tetrahydrocannabinol (THC)
Tetrahydrocannabinol (THC) ist ein in der Cannabispflanze enthaltenes Cannabinoid, welches die rauschhafte und suchterzeugende Wirkung hervorruft. 
∆ 9-THC unterfiel bis März 2024 der Anlage II zu § 1 Abs. 1 BtMG und gehörte damit zu den verkehrsfähigen, aber nicht verschreibungsfähigen Betäubungsmitteln.
Seit 18. Mai 2011 waren Cannabiszubereitungen, die als Fertigarzneimittel zugelassen sind, in Anlage III aufgeführt und damit – trotz eines THC-Gehaltes von über 0,2 % verkehrsfähig – und im Rahmen einer ärztlichen, zahnärztlichen oder tierärztlichen Behandlung auch verschreibungsfähig im Sinne des § 13 BtMG. Sie dürfen nur in Apotheken abgegeben werden. Das Nähere regelte bis März 2024 die Betäubungsmittel-Verschreibungsverordnung, seitdem das Medizinal-Cannabisgesetz. Das erste und bisher einzige in Deutschland zugelassene Fertigarzneimittel dieser Art ist Sativex, ein Mundspray, welches in bestimmten Fällen von Multipler Sklerose Anwendung findet und teilweise auch in der Krebstherapie eingesetzt wird.
Seit April 2024 ist kein Betäubungsmittelrezept mehr für die Verschreibung von Cannabis erforderlich, da Cannabis nicht mehr dem Betäubungsmittelgesetz unterliegt.

#### Erlaubnispflicht
Der Verkehr mit Betäubungsmitteln der Anlage III unterliegt nicht der generellen Pflicht zur Einholung einer Erlaubnis des Bundesinstituts für Arzneimittel und Medizinprodukte (BfArM), soweit er im Rahmen des Betriebs einer Apotheke erfolgt oder das Produkt auf Grund ärztlicher, zahnärztlicher oder tierärztlicher Verschreibung erworben wird.
Eine Erlaubnis für die in Anlage I bezeichneten Betäubungsmittel kann das Bundesinstitut für Arzneimittel und Medizinprodukte nur ausnahmsweise zu wissenschaftlichen oder anderen im öffentlichen Interesse liegenden Zwecken erteilen.
2007 war solch eine Ausnahmegenehmigung erstmals für eine an multipler Sklerose erkrankte Patientin erteilt worden. Vorangegangen war die Legitimation durch das Urteil des Bundesverwaltungsgerichtes im Jahr 2005, das in dieser Sicherstellung der notwendigen medizinischen Versorgung der Bevölkerung einen im öffentlichen Interesse liegenden Zweck im Sinne des § 3 Abs. 2 BtMG sah.
Das Bundesverwaltungsgericht hat im April 2016 in einem Revisionsverfahren auch einem unheilbar kranken Mann den Eigenanbau von Cannabis zu Selbsttherapie ausnahmsweise erlaubt. Mit dem Urteil verpflichtete das Bundesverwaltungsgericht damit zum ersten Mal das Bundesinstitut für Arzneimittel und Medizinprodukte, eine Ausnahmeerlaubnis zum Eigenanbau von Cannabis zu erteilen, da das Betäubungsmittel für die medizinische Versorgung notwendig sei und keine gleich wirksame und erschwingliche Therapiealternative zur Verfügung stehe. Davon unberührt bleibe die Befugnis des BfArM, die Erlaubnis mit Nebenbestimmungen zu versehen.
Anfang April 2016 hatten insgesamt 647 Patientinnen und Patienten eine Ausnahmeerlaubnis des BfArM nach § 3 Abs. 2 BtMG zum Erwerb von Cannabis zur medizinischen Anwendung (getrocknete Cannabisblüten und Cannabisextrakte) aus einer Apotheke.

#### Cannabisblüten/-extrakte, Dronabinol, Nabilon

##### Leistungspflicht der gesetzlichen Krankenversicherung seit 2017
Die Bundesregierung beschloss am 4. Mai 2016 einen Gesetzesentwurf, der die Versorgung mit Cannabis zulasten der gesetzlichen Krankenkassen ermöglichen und die Erlaubnispflicht gem. § 3 Abs. 2 BtMG ablösen sollte.
Seit dem 10. März 2017 haben Versicherte mit einer schwerwiegenden Erkrankung gem. § 31 Abs. 6 SGB V unter bestimmten Voraussetzungen Anspruch auf die Versorgung mit Cannabis in Form von getrockneten Blüten oder Extrakten in standardisierter Qualität und Arzneimittel mit den Wirkstoffen Dronabinol oder Nabilon. Die Ergebnisse einer Begleiterhebung des Bundesinstituts für Arzneimittel und Medizinprodukte zum Einsatz von Cannabis in der Medizin hat der Gemeinsamen Bundesausschuss im März 2023 in der Arzneimittel-Richtlinie berücksichtigt. Danach gibt es keinen Facharztvorbehalt für die Verordnung von medizinischem Cannabis, das heißt alle Ärztinnen und Ärzte sind verordnungsbefugt. Dies sei vor allem für die Versorgung von Patientinnen und Patienten in der ambulanten Palliativversorgung von erheblicher Bedeutung, weil hier Allgemeinmedizinerinnen und -mediziner (Hausärzte) große Teile der Patientenversorgung sicherstellten. Krankheit muss allerdings „lebensbedrohlich sein oder aufgrund der Schwere der durch sie verursachten Gesundheitsstörung die Lebensqualität auf Dauer nachhaltig beeinträchtigen.“
Gem. § 31 Abs. 6 Satz 1 SGB V besteht der Anspruch, wenn
- eine allgemein anerkannte, dem medizinischen Standard entsprechende Leistung
  - nicht zur Verfügung steht oder
  - im Einzelfall nach der begründeten Einschätzung der behandelnden Vertragsärztin oder des behandelnden Vertragsarztes unter Abwägung der zu erwartenden Nebenwirkungen und unter Berücksichtigung des Krankheitszustandes der oder des Versicherten nicht zur Anwendung kommen kann,
- eine nicht ganz entfernt liegende Aussicht auf eine spürbare positive Einwirkung auf den Krankheitsverlauf oder auf schwerwiegende Symptome besteht.

Die Patienten müssen also nicht „austherapiert“ sein, wie es anfangs hieß, bevor sie einen Anspruch auf ein Cannabis-Rezept haben. Der Arzt darf einem Patienten im Monat bis zu 100 Gramm Cannabis in Form getrockneter Blüten oder bis zu 1 Gramm – bezogen auf den Δ9-THC-Gehalt – als Extrakt in standardisierter pharmazeutischer Qualität verschreiben (Änderung der §§ 1 und 2 BtMVV). Um die Versorgung sicherzustellen, wird der Anbau von Cannabis zu medizinischen Zwecken in Deutschland ermöglicht und der Import von bis zu 42,8 Tonnen Cannabis erlaubt. Dazu wurde eine staatliche Cannabisagentur eingerichtet, die den Anbau und Vertrieb koordiniert und kontrolliert und am BfArM angesiedelt ist. Ausnahmegenehmigungen der Bundesopiumstelle am BfArM für den Erwerb von Medizinalhanfprodukten entfielen damit.
Der Eigenanbau blieb weiterhin verboten. Die Versorgung deutscher Patienten hängt daher vom Import ab. 2018 wurden 3,1 Tonnen pharmazeutisches Cannabis importiert. Bezugsländer waren Kanada und die Niederlande. Allerdings kommt es seit der Legalisierung von Cannabis als Genussmittel in Kanada im Oktober 2018 in Deutschland zu Versorgungsengpässen, da kanadische Unternehmen seitdem vorrangig den heimischen Markt versorgen. Aufgrund der Engpässe kooperieren deutsche Händler mit Partnern in anderen europäischen Ländern wie Mazedonien, um die Versorgungssicherheit zukünftig zu gewährleisten.
Im April 2019 informierte das BfArM, Zuschläge im Vergabeverfahren für den Anbau von Cannabis zu medizinischen Zwecken erteilt zu haben. Damit könne der Anbau von Cannabis in pharmazeutischer Qualität in Deutschland unter den betäubungs- und arzneimittelrechtlichen Vorgaben umgesetzt werden. Zwei kanadische Unternehmen oder deren Tochterfirmen und ein deutsches Unternehmen haben den Zuschlag für die Produktion von insgesamt 10,4 Tonnen pharmazeutischem Cannabis in den nächsten drei Jahren erhalten.
Die in Deutschland zugelassenen Fertigarzneimittel Sativex (standardisierter Cannabisblütenextrakt) und Canemes (Nabilon) betreffend sind die gesetzlichen Krankenkassen zur Kostenübernahme ohne vorherige Genehmigung verpflichtet, sofern die Mittel in den zugelassenen Anwendungsgebieten verordnet werden. Das galt bereits vor dem 10. März 2017 und hat sich durch das Gesetz zur Änderung betäubungsmittelrechtlicher und anderer Vorschriften nicht geändert. Lediglich bei einer Verordnung in einer nicht von der Zulassung abgedeckten Indikation (off label) wird eine individuelle Genehmigung durch die Krankenkasse erforderlich.

##### Indikationen
Nach einer Recherche der Arzneimittelkommission der deutschen Ärzteschaft (AkdÄ) aus dem Jahr 2015 lagen für Cannabisarzneimittel akzeptable wissenschaftliche Erkenntnisse nur für die begleitende Behandlung von Spastiken, Übelkeit und Erbrechen durch Zytostatika sowie chronische Schmerzen vor. Eine mögliche Wirksamkeit wurde zudem in der Literatur für Appetitlosigkeit und Gewichtsverlust bei HIV-AIDS, Schizophrenie, Morbus Parkinson, Tourette-Syndrom, Epilepsie, Kopfschmerzen sowie chronisch entzündliche Darmerkrankungen diskutiert. Eine ausführliche Übersichtsarbeit der US-amerikanischen National Academies of Sciences, Engineering, and Medicine von 2017 stellt dar, dass eine gute Evidenz für eine therapeutische Wirksamkeit von Cannabinoiden in folgenden Indikationen vorliegt: die Behandlung chronischer Schmerzen bei Erwachsenen, von Spastik bei Multipler Sklerose und für die antiemetische Therapie von Übelkeit und Erbrechen durch Zytostatika. Mäßig oder wenig Evidenz liegt vor u. a. für die Behandlung von Schlafstörungen in bestimmten Situationen, Gewichtsverlust bei HIV/AIDS und Symptomen des Tourette-Syndroms.
Mit der im März 2017 in Kraft getretenen Gesetzesänderung begann eine anonymisierte Begleitstudie des Bundesinstituts für Arzneimittel und Medizinprodukte (BfArM), deren erste Ergebnisse im Mai 2019 vorgestellt wurden. Mit fast 70 Prozent ist Schmerz die mit Abstand häufigste Diagnose für das Verschreiben von pharmazeutischem Cannabis.

##### Genehmigungsvorbehalt
Die Leistung bedarf vor der ersten Verordnung der Genehmigung der Krankenkasse (§ 31 Abs. 6 Satz 2, § 2 Abs. 1a SGB V). Mit dem Genehmigungsvorbehalt werde dem Ausnahmecharakter der Regelung Rechnung getragen, die die Erstattung von Arzneimitteln auf Cannabisbasis ermöglicht, obwohl nicht das Evidenzlevel vorliege, das üblicherweise für die Erstattung der GKV verlangt werde. Das Vorliegen der Voraussetzungen für eine Erstattungsfähigkeit hat die Krankenkasse in jedem Einzelfall unter Einbeziehung des Medizinischen Dienstes der Krankenversicherung zu prüfen.
Art, Dauer und Ergebnis des Einsatzes von Cannabisarzneimitteln müssen die verordnende Ärztin oder der verordnenden Arzt in der Patientenakte dokumentieren (§§ 44, 45 der Arzneimittel-Richtlinie).

#### Cannabisgesetz
Ab dem 1. April 2024 ist auf Cannabis zu medizinischen und medizinisch-wissenschaftlichen Zwecken das Gesetz zur Versorgung mit Cannabis zu medizinischen und medizinisch-wissenschaftlichen Zwecken (Medizinal-Cannabisgesetz – MedCanG) anwendbar.
§ 31 Abs. 6 SGB V wurde dadurch nicht geändert. Allerdings ist die in § 31 Abs. 6 Satz 5 vorgesehene Begleitstudie des BfArM seit Sommer 2022 abgeschlossen.

### Österreich
In Österreich sind Zubereitungen aus Cannabis gemäß § 14 Zif. 3 Suchtgiftverordnung nicht verschreibbar. Ausgenommen sind lediglich zugelassene Fertigarzneimittel (Arzneispezialitäten).

### Schweiz
In der Schweiz kann ein Arzt oder eine Ärztin seit dem 1. August 2022 THC-haltiges Cannabis verschreiben, ohne eine Sonderbewilligung vom Bundesamt für Gesundheit (BAG) zu beantragen.
Cannabisarzneimittel finden vor allem Anwendung bei chronischen Schmerzen, Spastik infolge von Multipler Sklerose oder neurologischen Erkrankungen sowie Übelkeit und Appetitverlust während einer Chemotherapie. Trotz der Legalisierung bleibt die Kostenerstattung durch die obligatorische Krankenpflegeversicherung auf Einzelfälle beschränkt, da die wissenschaftliche Evidenz zur Wirksamkeit weiter untersucht wird.
Die Verschreibung von medizinischem Cannabis ist seit 2022 durch Telemedizin-Plattformen wie Canna Viva möglich, die es Patienten erlaubt, ärztliche Beratungen online durchzuführen und Verschreibungen für medizinisches Cannabis digital zu erhalten. Diese Entwicklung erleichtert den Zugang insbesondere für Patienten in abgelegenen Regionen oder mit eingeschränkter Mobilität.
Seit 2011 ist in der Schweiz der Anbau von Hanf mit einem THC-Gehalt von bis zu 1 % erlaubt, vor allem aufgrund natürlicher Schwankungen der Pflanzen. Zuvor lag der Grenzwert bei 0,3 %, konnte jedoch nicht zuverlässig eingehalten werden. Diese Gesetzesänderung führte zu einem Wachstum des industriellen Hanfanbaus für medizinische Zwecke in der Schweiz.

### Italien
Seit 2006 können Ärzte in Italien dronabinolhaltige Rezepturarzneimittel verschreiben. Auch die getrockneten und gemahlenen Blütenstände von medizinischem – von der nationalen Cannabisbehörde genehmigtem – Cannabis können für die Einnahme als Abkochung oder die Inhalation mit einem speziellen Vaporizer verordnet werden. Seit 2013 ist ferner das auf Cannabisextrakten basierende Fertigarzneimittel Sativex verschreibungsfähig, das im April 2013 zur Behandlung schmerzhafter Spasmen bei multipler Sklerose zugelassen wurde.
Bis 2016 wurden Cannabisblüten für die medizinische Verwendung aus den Niederlanden, die dort unter der Zuständigkeit des Amtes für medizinischen Cannabis des niederländischen Ministeriums für Gesundheit, Soziales und Sport erzeugt werden, nach Italien importiert. 2016 nahm die italienische Armee im Auftrag des Gesundheitsministeriums (Ministero della salute) den Anbau von medizinischem Cannabis im eigenen Land auf. Der Anbau erfolgt in einem pharmazeutischen Betrieb der italienischen Armee in Florenz. Die als Cannabis FM-2 bezeichnete Sorte enthält 5 bis 8 % THC und 7,5 bis 12 % CBD. Cannabis kann in Italien verschrieben werden bei chronischen Schmerzen, multipler Sklerose, Rückenmarksverletzungen; bei Übelkeit und Erbrechen verursacht durch Chemotherapie, Strahlentherapie, HIV-Therapie; als Appetitanreger bei Kachexie, Anorexie, Appetitlosigkeit bei Krebspatienten oder Patienten mit AIDS und bei Anorexia nervosa; zur Behandlung des Glaukoms; zur Reduzierung der unwillkürlichen Körper- und Gesichtsbewegungen beim Tourette-Syndrom, wenn herkömmliche oder Standardtherapien wirkungslos sind.

### Frankreich
In Frankreich ist seit 2014 der Cannabisextrakt Sativex zugelassen. Vorangegangen war ein im Juni 2013 in Kraft getretener Erlass,  der die Erteilung einer Genehmigung für das Inverkehrbringen durch die französische Arzneimittelbehörde Agence nationale de sécurité du médicament et des produits de santé (ANSM) ermöglichte und den Weg ebnete für den Verkauf von cannabishaltigen Arzneimitteln.
Die ANSM kann einzelnen Patienten auf Antrag und unter Verantwortung des verschreibenden Arztes befristet die Anwendung (Autorisations temporaires d’utilisation nominative, ATUn) des dronabinolhaltigen Präparats Marinol  genehmigen. Es kann dann aus einem Drittstaat, in dem eine Zulassung besteht (z. B. Kanada, USA), importiert werden. Im Zeitraum von 2006 bis 2013 wurden 167 Patienten mit Dronabinol behandelt.

### Andere Länder
Neben Deutschland, Österreich und Schweiz gehören derzeit unter anderem Belgien, die Niederlande, Spanien, Italien, Finnland, Portugal, Tschechien, Israel, Uruguay, Kanada, Großbritannien, Neuseeland, Griechenland, Polen, Dänemark, Paraguay, Peru, Lesotho, Puerto Rico, Luxemburg, Simbabwe, Südkorea und Thailand zu den Staaten, in denen Cannabis oder seine Wirkstoffe legal arzneilich genutzt werden können.
In den USA lassen 40 von 50 Bundesstaaten, vier der fünf Außengebiete der Vereinigten Staaten sowie der District of Columbia die medizinische Verwendung von Cannabis und Cannabisprodukten zu.

## Dokumentationen
- Gras auf Rezept. Medizinisches Cannabis im Kreuzfeuer. TV-Dokumentation von Till Rüger, USA / Deutschland Br / Arte 2020.